# Vizslás
Vizslás è un comune dell'Ungheria di 1.405 abitanti (dati 2001). È situato nella contea di Nógrád.